# Lotta greco-romana ai Giochi della XVII Olimpiade - Pesi mosca
La competizione della categoria pesi mosca (fino a 52 kg) di lotta greco-romana dei Giochi della XVII Olimpiade si è svolta dal 26 al 31 agosto 1960 alla Basilica di Massenzio a Roma. 

## Formato
Ad ogni incontro venivano assegnate le seguenti penalità:
- 0 = Al vincitore per schienata
- 1 = Al vincitore ai punti
- 2 = In caso di pareggio
- 3 = Allo sconfitto ai punti
- 4 = Allo sconfitto per schienata

Con sei penalità o più il lottatore veniva eliminato.

## Risultati
| Legenda                                  | Legenda |
| ---------------------------------------- | ------- |
| Lottatore con 6 penalità o più Eliminato |         |

### 1º Turno
Si è disputato il 26 agosto
| Vincitore          | Pen. | Risultato | Sconfitto       | Pen. |
| ------------------ | ---- | --------- | --------------- | ---- |
| Takashi Hirata     | 0    | Schienata | Georgi Moskov   | 4    |
| Franz Burkhard     | 0    | Schienata | Werner Hartmann | 4    |
| Ivan Kochergin     | 0    | Schienata | Kazim Gedik     | 4    |
| Mohamed Paziraie   | 1    | Ai punti  | Maurice Mewis   | 3    |
| Ignazio Fabra      | 1    | Ai punti  | Fritz Stange    | 3    |
| Dumitru Pîrvulescu | 1    | Ai punti  | Dick Wilson     | 3    |
| Osman El-Sayed     | 1    | Ai punti  | Jørgen Jensen   | 3    |
| Stefan Hajduk      | 2    | = Pari =  | Heikki Hakola   | 2    |
| Borivoj Vukov      | 2    | = Pari =  | Bengt Frännfors | 2    |

### 2º Turno
Si è disputato il 27 agosto
| Vincitore          | Pen. | Risultato | Sconfitto        | Pen. |
| ------------------ | ---- | --------- | ---------------- | ---- |
| Dumitru Pîrvulescu | 1    | Schienata | Kazim Gedik      | 8    |
| Borivoj Vukov      | 2    | Schienata | Franz Burkhard   | 4    |
| Bengt Frännfors    | 2    | Schienata | Werner Hartmann  | 8    |
| Maurice Mewis      | 3    | Schienata | Heikki Hakola    | 6    |
| Georgi Moskov      | 5    | Ai punti  | Fritz Stange     | 6    |
| Ignazio Fabra      | 2    | Ai punti  | Takashi Hirata   | 3    |
| Stefan Hajduk      | 3    | Ai punti  | Jørgen Jensen    | 6    |
| Osman El-Sayed     | 2    | Ai punti  | Mohamed Paziraie | 4    |
| Dick Wilson        | 5    | = Pari =  | Ivan Kochergin   | 2    |

### 3º Turno
Si è disputato il 29 agosto
| Vincitore        | Pen. | Risultato | Sconfitto          | Pen. |
| ---------------- | ---- | --------- | ------------------ | ---- |
| Dick Wilson      | 5    | Schienata | Franz Burkhard     | 8    |
| Borivoj Vukov    | 3    | Ai punti  | Georgi Moskov      | 8    |
| Takashi Hirata   | 4    | Ai punti  | Bengt Frännfors    | 5    |
| Ignazio Fabra    | 3    | Ai punti  | Maurice Mewis      | 6    |
| Mohamed Paziraie | 5    | Ai punti  | Stefan Hajduk      | 6    |
| Ivan Kochergin   | 4    | = Pari =  | Dumitru Pîrvulescu | 3    |
| Osman El-Sayed   | 2    | Esentato  |                    |      |

### 4º Turno
Si è disputato il 30 agosto
| Vincitore          | Pen. | Risultato | Sconfitto       | Pen. |
| ------------------ | ---- | --------- | --------------- | ---- |
| Takashi Hirata     | 4    | Schienata | Dick Wilson     | 9    |
| Ivan Kochergin     | 5    | Ai punti  | Osman El-Sayed  | 5    |
| Dumitru Pîrvulescu | 4    | Ai punti  | Borivoj Vukov   | 6    |
| Ignazio Fabra      | 5    | = Pari =  | Bengt Frännfors | 7    |
| Mohamed Paziraie   | 5    | Esentato  |                 |      |

### 5º Turno
Si è disputato il 31 agosto.
| Vincitore          | Pen. | Risultato | Sconfitto      | Pen. |
| ------------------ | ---- | --------- | -------------- | ---- |
| Mohamed Paziraie   | 6    | Ai punti  | Ivan Kochergin | 8    |
| Osman El-Sayed     | 6    | Ai punti  | Takashi Hirata | 7    |
| Dumitru Pîrvulescu | 5    | Ai punti  | Ignazio Fabra  | 8    |

## Classifica finale
| Pos.    | Atleta             | Nazione          |
| ------- | ------------------ | ---------------- |
| Oro     | Dumitru Pîrvulescu | Romania          |
| Argento | Osman El-Sayed     | Rep. Araba Unita |
| Bronzo  | Mohamed Paziraie   | Iran             |
| 4       | Takashi Hirata     | Giappone         |
| 5       | Ignazio Fabra      | Italia           |
| 5       | Ivan Kochergin     | Unione Sovietica |
| 7       | Borivoj Vukov      | Jugoslavia       |
| 8       | Bengt Frännfors    | Svezia           |
| 9       | Dick Wilson        | Stati Uniti      |
| 10      | Stefan Hajduk      | Polonia          |
| 10      | Maurice Mewis      | Belgio           |
| 12      | Georgi Moskov      | Bulgaria         |
| 12      | Franz Burkhard     | Svizzera         |
| 14      | Jørgen Jensen      | Danimarca        |
| 14      | Heikki Hakola      | Finlandia        |
| 14      | Fritz Stange       | Germania         |
| 17      | Werner Hartmann    | Austria          |
| 17      | Kazim Gedik        | Turchia          |